# ديف رووي (موسيقي)
ديف رووي (بالإنجليزية: Dave Rowe)‏ هو موسيقي ومغني أمريكي، ولد في 10 أبريل 1973 في لويستون في الولايات المتحدة.

## وصلات خارجية
- ديف رووي على موقع ميوزك برينز (الإنجليزية)